# Elisabeth Barbier

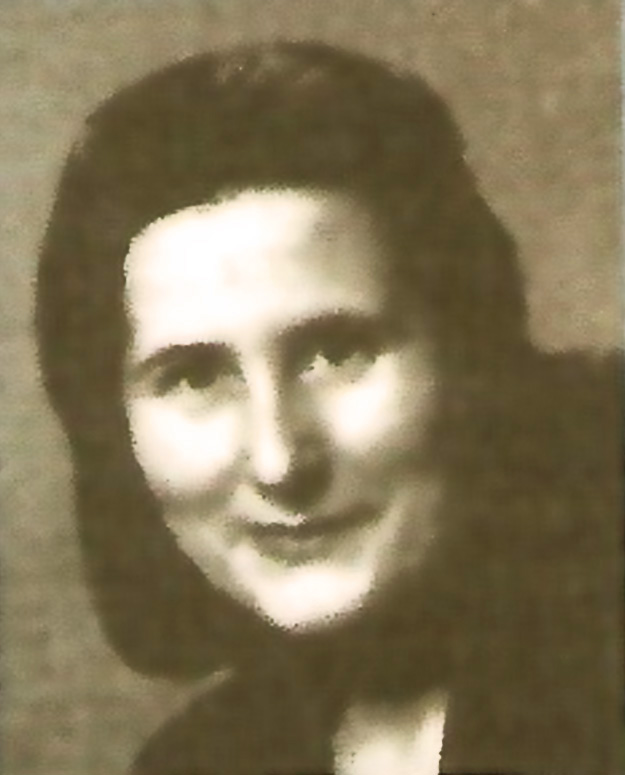

Elisabeth Barbier ist das Pseudonym der französischen Schriftstellerin Renée Guérin (* 25. April 1911 in Nîmes; † 19. Februar 1996 in Avignon).

## Leben
Elisabeth Barbier stammt von einer Mutter aus Arles und einem Vater aus Nîmes ab und lebte mit ihren Eltern in Paris, von wo aus die Familie in der Sommerzeit regelmäßig in die Herkunftsregion in Südfrankreich fuhr. Nach Studien in Geisteswissenschaften und Recht studierte sie zusammen mit Georges Dumas und André Ombredane auch noch Psychologie. Sie interessierte sich besonders für das Theatergeschehen im Umfeld des Schauspielers Sacha Pitoëff.
1935 heiratete sie den Arzt Raymond Barbier († 1942) aus Avignon. In dieser Stadt leitete sie eine Schauspieltruppe und war beteiligt an der Gründung des Festival d’Avignon im Jahr 1947. Sie arbeitete mit dem Festivalleiter Jean Vilar zusammen und verfasste jahrelang die Festivalchronik.
Neben der Theaterkarriere veröffentlichte Elisabeth Barbier mehrere Schriften, von denen Les Gens de Mogador die bekannteste ist. Das Werk behandelt die Geschichte einer Familie, die auf dem imaginären Gut Mogador bei Avignon lebte, offenbar inspiriert von Ereignissen im Schloss Château du Martinet bei Carpentras.
1947 wurde sie für ihr Werk Les Gens de Mogador mit dem Prix du Renouveau français geehrt, der von der Vereinigung der französischsprachigen katholischen Schriftsteller verliehen wurde. 1958 wurde Elisabeth Barbier in die Jury des französischen Literaturpreises Prix Femina gewählt. Sie war unter anderem befreundet mit Isabelle Rivière, Marguerite Yourcenar und Pierre Boulle.
Das Grab der 1996 verstorbenen Schriftstellerin befindet sich auf dem protestantischen Friedhof von Nîmes.

## Werke
- Les Gens de Mogador. 6 Bände, 1947 (Übersetzung ins Deutsche von Lotte von Schaukal)
- Ni le jour ni l’heure. 1949.
- Serré Paradis. 1958.
- Mon Père ce héros. 1958.